# (38055) 1999 AC24
1999 AC24 (asteroide 38055) é um asteroide da cintura principal. Possui uma excentricidade de 0.11231410 e uma inclinação de 21.04424º.
Este asteroide foi descoberto no dia 15 de janeiro de 1999 por CSS em Catalina.